# Limítanes
Os limítanes (limitanei) foram unidades militares do exército romano durante a época do Baixo Império. A sua função principal era a proteção das fronteiras, embora em muitos casos o seu trabalho fosse de mera contenção das tropas bárbaras, até a chegada de tropas melhor equipadas, como os comitatenses. Por essa localização fronteiriça, que em muitas ocasiões coincidia com os cursos dos rios, também foram denominados também ribeirinhos (ripenses).

## Criação da unidade militar
Os limítanes compunham um dos dois grandes conjuntos de tropas constituídos à época do imperador romano Diocleciano, após as suas reformas administrativas, econômicas e militares. Porém, parece ser que foi Constantino I o que desenvolveu a sua constituição.
Em 363 é documentada a primeira referência escrita. A sua qualidade de vida era habitualmente mais precária que a de outras tropas pela sua situação nas zonas fronteiriças, com escassos serviços e a contínua fustigação dos germanos e doutros povos bárbaros. Nos momentos de menor atividade ou ataques estrangeiros, cumpriam trabalhos de vigilância das vias e controle policial, ficando reduzida a sua presença nas províncias menos conflituosas ou sem fronteiras com bárbaros (como as hispânicas ou a Tingitana).
Após a queda da parte ocidental de Império Romano, os limítanes continuaram exercendo a sua função no Império Bizantino